# Plagionotulus dimidiatus
Plagionotulus dimidiatus är en skalbaggsart som först beskrevs av Max Quedenfeldt 1882.
Plagionotulus dimidiatus ingår i släktet Plagionotulus och familjen långhorningar. Artens utbredningsområde är Angola och Zimbabwe. Inga underarter finns listade i Catalogue of Life.